# Thomas Ulrich (Boxer)
Thomas Ulrich (* 11. Juli 1975 in Berlin) ist ein ehemaliger deutscher Profiboxer im Halbschwergewicht und boxte in dieser Gewichtsklasse zweimal um einen Weltmeistertitel; im Oktober 2005 verlor er beim Kampf um den WBC-Gürtel durch KO gegen Tomasz Adamek und im Juli 2006 beim Kampf um den WBO-Gürtel nach Punkten gegen Zsolt Erdei. Darüber hinaus war er dreifacher EBU-Europameister.
Sein größter Erfolg als Amateur war der Gewinn einer Bronzemedaille im Halbschwergewicht bei den Olympischen Sommerspielen 1996 in Atlanta.

## Amateurlaufbahn
Thomas Ulrich begann im Alter von 14 Jahren mit dem Boxsport und trainierte im Box-Club Spandau. Sein größter Erfolg im Nachwuchsbereich war der Gewinn der Silbermedaille im Mittelgewicht bei der Junioren-Weltmeisterschaft 1992 in Montreal.
Bei den Erwachsenen boxte er im Halbschwergewicht, wurde 1994 Deutscher Meister und konnte 1995 eine Bronzemedaille bei der Weltmeisterschaft in Berlin sowie die Silbermedaille bei den Militärweltspielen in Rom erkämpfen. Seinen bedeutendsten Sieg erzielte er dabei gegen den späteren zweifachen Weltmeister Jewgeni Makarenko.
Den Abschluss seiner Amateurkarriere bildete seine Teilnahme bei den Olympischen Sommerspielen 1996 in Atlanta; nach Siegen gegen den Australier Rick Timperi, den Schweden Ismael Koné und den Brasilianer Daniel Bispo, schied er erst im Halbfinale mit 8:12 gegen den Südkoreaner Lee Seung-bae aus und erreichte damit einen dritten Platz. Für diesen Erfolg wurde er vom Bundespräsidenten – wie alle Medaillengewinner bei Olympischen und Paralympischen Spielen, mit dem Silbernen Lorbeerblatt belohnt.

## Profikarriere
1996 unterschrieb er einen Vertrag bei Universum Box-Promotion des Promoters Klaus-Peter Kohl und gab sein Profidebüt am 11. Januar 1997. Trainiert wurde er im Laufe seiner Karriere unter anderem von Fritz Sdunek, Torsten Schmitz, Graciano Rocchigiani und Ali Yildirim.
Er gewann 20 Kämpfe in Folge, davon 16 vorzeitig, wurde im August 1998 Internationaler Deutscher Meister und im April 2000 Intercontinental-Champion der WBO. Seinen bis dahin bedeutendsten Erfolg erzielte er im Februar 2001 mit einem TKO-Sieg gegen Gabriel Hernández, der ebenfalls an den Olympischen Spielen 1996 teilgenommen hatte und im Mai 1999 WM-Herausforderer von Sven Ottke war.
Im Juli 2001 verlor er durch KO in der sechsten Runde gegen Glen Johnson, wurde jedoch im Oktober 2002 mit einem KO-Sieg in der zweiten Runde gegen Yawe Davis erstmals EBU-Europameister.
Im Mai 2003 sicherte er sich mit einem einstimmigen Punktsieg gegen Graciano Rocchigiani den Titel WBC-International-Champion, den er im Februar 2004 gegen Michael Rush verteidigen konnte.
Im Juli 2004 wurde er mit einem KO-Sieg in der elften Runde gegen Silvio Branco erneut EBU-Europameister und verteidigte den Titel im März 2005 einstimmig gegen Matthew Barney.
Am 15. Oktober 2005 boxte er um den WBC-Weltmeistertitel, verlor jedoch durch KO in der sechsten Runde gegen Tomasz Adamek. Einen weiteren WM-Kampf bestritt er am 29. Juli 2006 um den WBO-Titel, verlor jedoch einstimmig nach Punkten gegen Zsolt Erdei.
Im Januar 2007 wurde er mit einem TKO-Sieg in der zehnten Runde gegen Rachid Kanfouah zum dritten Mal EBU-Europameister, wobei er den Gürtel im Mai 2007 gegen Leonardo Turchi verteidigte. Im Februar 2008 verlor er durch KO in der achten Runde gegen Jurij Baraschjan, der im Anschluss zum Kampf um den WBA-Weltmeistertitel antreten konnte. Nach einer weiteren Niederlage durch KO in der elften Runde gegen Mariano Plotinsky im März 2009 beendete Ulrich im Juli 2009 seine Karriere, gab jedoch im Oktober 2010 ein Comeback.
Nach einer KO-Niederlage gegen Dustin Dirks im Mai 2012 beendete er endgültig seine Karriere.